# 박관용
박관용(朴寬用, 1938년 6월 6일~)은 대한민국의 정치인이다. 제16대 국회 후반기 국회의장이다. 제11·12·13·14·15·16대 국회의원을 지냈다. 본관은 밀양(密陽), 호는 목산(栢山)이다.

## 학력
- 1954년: 부산중학교 졸업
- 1957년: 동래고등학교 졸업
- 1961년: 동아대학교 정치학 학사
- 1991년: 한양대학교 대학원 행정학 석사

### 명예 박사 학위
- 2001년: 부산대학교 정치학 명예박사
- 2003년: 동아대학교 법학 명예박사

## 경력
- (사)21세기국가발전연구원 이사장
- (사)해외한민족연구소 이사장
- 한반도선진화재단 고문
- 남북 국회회담 대표
- 국회 전문위원
- 신민당 편집위원
- 이기택 국회의원 비서관
- 제11대 국회의원(민주한국당)
- 민주한국당 법제사법위원장
- 민주한국당 원내수석부총무
- 제11대 국회 후반기 국회운영위원회 간사
- 신한민주당 정책위원회 부의장
- 제12대 국회의원(신한민주당)
- 신한민주당 원내부총무
- 신한민주당 당무위원
- 통일민주당 대외협력위원회 위원장
- 통일민주당 정무위원
- 제13대 국회의원(통일민주당)
- 제13대 국회 통일정책특별위원회 위원장
- 제14대 국회의원(민주자유당)
- 제17대 대통령비서실장(문민정부)
- 대통령비서실 정치특보(문민정부)
- 제15대 국회의원(신한국당)
- 제15대 국회 전반기 통일외교통상위원회 위원장
- 여의도연구원 이사장
- 신한국당 사무총장
- 한나라당 부총재
- 제16대 국회의원(한나라당)
- 제16대 국회 후반기 국회의장
- 한나라당 상임고문
- 새누리당 상임고문
- 자유한국당 상임고문
- 자유한국당 전국대의원회 의장
- 미래통합당 상임고문
- 국민의힘 상임고문

## 가족 관계
- 부인: 인동 장씨
  - 자녀: 2남 2녀

## 역대 선거 결과
|  | 24.46% |

|  | 36.58% |

|  | 59.99% |

|  | 65.81% |

|  | 63.75% |

|  | 58.15% |

## 소속 정당
| 소속 정당 | 소속 정당  | 소속 기간 | 비고                |
| --------- | ---------- | --------- | ------------------- |
|           | 신민당     | 1967~1969 | 정계 입문           |
|           | 무소속     | 1969      | 자진 정당 해산      |
|           | 신민당     | 1969~1980 | 정당 재등록         |
|           | 무소속     | 1980~1981 | 정당 해산 정계 은퇴 |
|           | 민주한국당 | 1981~1984 | 창당 정계 복귀      |
|           | 무소속     | 1984~1985 | 탈당                |
|           | 신한민주당 | 1985~1987 | 창당                |
|           | 무소속     | 1987      | 탈당                |
|           | 통일민주당 | 1987~1990 | 창당                |
|           | 민주자유당 | 1990~1995 | 합당                |
|           | 신한국당   | 1995~1997 | 당명 변경           |
|           | 한나라당   | 1997~2002 | 합당                |
|           | 무소속     | 2002~2004 | 탈당                |
|           | 한나라당   | 2004~2012 | 복당 정계 은퇴      |
|           | 새누리당   | 2012~2017 | 당명 변경           |
|           | 자유한국당 | 2017~2020 | 당명 변경           |
|           | 미래통합당 | 2020      | 합당                |
|           | 국민의힘   | 2020~현재 | 당명 변경           |

## 같이 보기
- 동래구 (1973년 선거구)
- 부산 동래구의 국회의원
- 동래구 갑 (1988년 선거구)
- 동래구 (2000년 선거구)
- 대한민국의 대통령비서실장
- 대한민국의 국회의장